# Казорія
Казорія (італ. Casoria, сиц. Casoria) — місто та муніципалітет в Італії, у регіоні Кампанія, метрополійне місто Неаполь.
Казорія розташована на відстані близько 190 км на південний схід від Рима, 9 км на північний схід від Неаполя.
Населення — 77 874 особи (2014).
Щорічний фестиваль відбувається 15 січня (tutto il territorio comunale), 9 листопада (Arpino). Покровитель — San Mauro.

## Демографія
Населення за роками:

Станом на 1 січня 2023 року в муніципалітеті офіційно проживало 1486 іноземців з 76 країн, серед них 204 громадяни країн Євросоюзу та 339 громадян України.

## Сусідні муніципалітети
- Афрагола
- Арцано
- Кардіто
- Казальнуово-ді-Наполі
- Казаваторе
- Фраттамаджоре
- Неаполь
- Волла